# میلنکو سابیچ
میلنکو سابیچ (سیریلیک صربی: Миленко Себић؛ زادهٔ ۳۰ دسامبر ۱۹۸۴) تیرانداز اهل صربستان است.وی در بازی های المپیک تابستانی ۲۰۲۰ موفق به کسب مدال برنز در رشته تفنگ سه وضعیت ۵۰ متر شد.
وی در مسابقات کشوری و بین‌المللی در مجموع برندهٔ ۵ مدال نقره، ۳ مدال برنز شده‌است.